# Geografie politică
Geografia politică este o ramură a geografiei ce studiază harta politică. Precursor al geografiei politice a fost geograful german Karl Ritter, dar dezvoltarea ei ca știință geografică separată se datorează elevului său, geograful Friedrich Ratzel, prin lucrarea de referință Politische Geographie (Geografia politică), publicată de el în 1897. 
Geografia politică a fost una din sursele geopoliticii, o știință politică cu care este frecvent confundată.